# (37383) 2001 VM122
2001 VM122 (asteroide 37383) é um asteroide da cintura principal. Possui uma excentricidade de 0.16533000 e uma inclinação de 10.56140º.
Este asteroide foi descoberto no dia 13 de novembro de 2001 por NEAT em Haleakala.